# خیارغاس (اوفس)
شهرستان خیارغاس (به زبان مغولی: Хяргас сум، [Xjargas sum]؛ ᠬᠢᠷᠭᠢᠰ ᠰᠤᠮᠤ، [qirɣis sumu]) یک شهرستان (سُوم) در مغولستان است که در استان اوفس واقع شده‌است.

## تقسیمات اداری
شهرستان خیارغاس متشکل از ۴ قصبه (باغ) می‌باشد، شامل:
- بوغات (مغولی: Бугат баг، [Bugat bag]؛ ᠪᠤᠭᠤᠲᠤ ᠪᠠᠭ، [buɣatu baɣ])
- خانغای (مغولی: Хангай баг، [Xangaj bag]؛ ᠬᠠᠩᠭ᠋ᠠᠢ ᠪᠠᠭ، [qaŋɣai baɣ])
- خایرخان (مغولی: Хайрхан баг، [Xajrxan bag]؛ ᠬᠠᠶᠢᠷᠬᠠᠨ ᠪᠠᠭ، [qayirqan baɣ])
- دِلگِر (مغولی: Дэлгэр баг، [Delger bag]؛ ᠳᠡᠯᠭᠡᠷ ᠪᠠᠭ، [delger baɣ])